# مقاتلة متعددة المهام
الطائرة القتالية متعددة المهام (بالإنجليزية: multi-role fighter)، هي طائرة عسكرية مصممة لأداء مجموعة متنوعة من المهام القتالية، مثل الاشتباك الجوي، وتقديم الدعم الجوي القريب، وتنفيذ عمليات القصف، وجمع المعلومات الاستخبارية عبر الاستطلاع، والمشاركة في الحرب الإلكترونية، بالإضافة إلى تدمير الدفاعات الجوية للعدو.

## الوصف

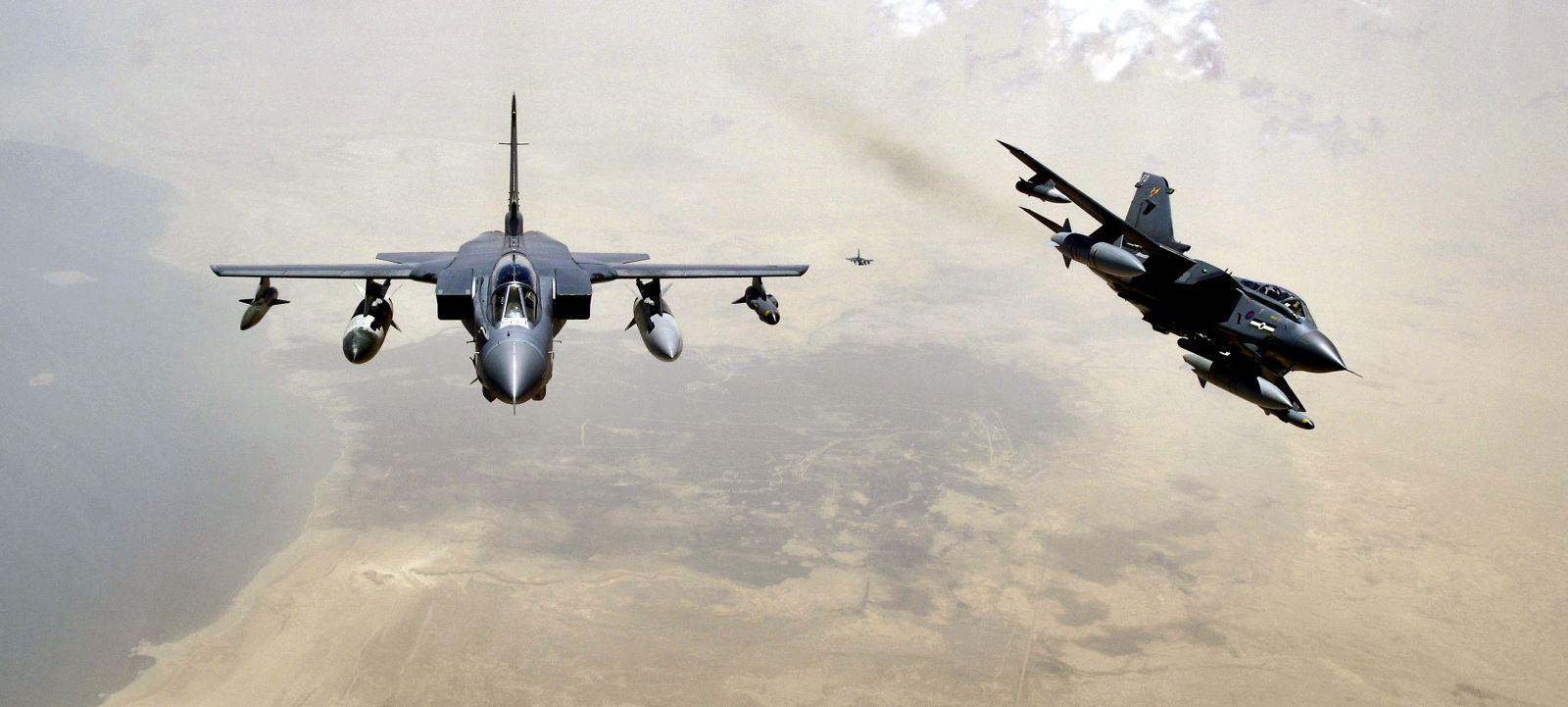
الطائرة تورنادو مثال علي المقاتلات متعددة المهام وهي أول طائرة يطلق عليها ذلك الاسم.

الطائرة المقاتلة متعددة المهام هي نوع من الطائرات النفاثة العسكرية المصممة لتنفيذ مجموعة متنوعة من المهام القتالية، بدلًا من التخصص في دور واحد فقط. تجمع هذه الطائرات بين قدرات القتال جو-جو والهجوم جو-أرض، مما يمنحها مرونة وكفاءة في ميدان المعركة.
ويمكن أن تُضاف أدوار أخرى إليها، مثل الاستطلاع الجوي، وتوجيه نيران الطيران الأمامي، والحرب الإلكترونية. وتشمل مهام الهجوم أنواعًا فرعية مثل العزل الجوي، وتدمير الدفاعات الجوية المعادية (SEAD)، والدعم الجوي القريب (CAS).

### التمييز بين "متعددة المهام" و"التفوق الجوي"
غالبًا ما يُطلق وصف "متعددة المهام" على الطائرة التي تجمع بين دورين رئيسيين: الدور الأساسي وهو القتال جو-جو، والدور الثانوي مثل الهجوم جو-أرض. ومع ذلك، فإن الطائرات المصممة مع التركيز على القتال الجوي تُصنَّف عادةً كمقاتلات تفوق جوي، وتُستخدم غالبًا في هذا الدور فقط، رغم امتلاكها نظريًا القدرة على تنفيذ مهام هجومية أرضية. يُصنَّف كل من "يوروفايتر تايفون" و"رافال" ضمن فئة المقاتلات متعددة المهام، إلا أن "تايفون" يُنظر إليها كثيرًا على أنها مقاتلة تفوق جوي بفضل قدرتها العالية في القتال التلاحمي، في حين أن قدرتها الهجومية أقل مقارنةً بنظيراتها مثل "رافال"، التي تُضحي بجزء من قدراتها الجوية لصالح حمولة قنابل أكبر.

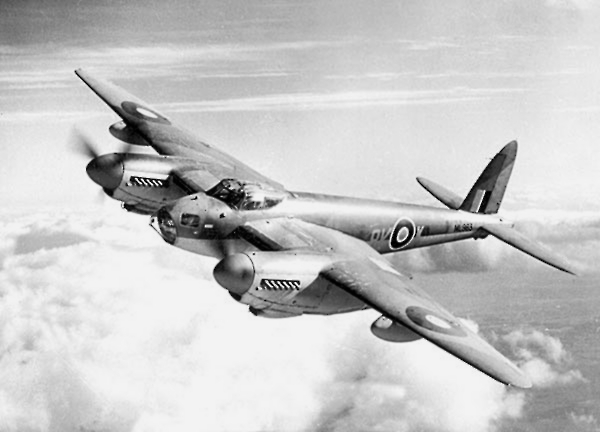
طائرة دي هافيلاند موسكيتو وهي مقاتلة ليلية أدّت مهام القصف الخفيف والاستطلاع خلال الحرب العالمية الثانية.

وبالنسبة للبحرية الأمريكية، فقد استُخدمت طائرة "إف-14 تومكات" في البداية كمقاتلة تفوق جوي، بالإضافة إلى كونها معترِضة للدفاع عن الأسطول وطائرة استطلاع تكتيكية. أما طائرة "إف/إيه-18 هورنت" متعددة المهام، فقد صُممت أساسًا كمقاتلة هجومية، مع امتلاكها ما يكفي من القدرة للدفاع عن نفسها ضد الطائرات المعادية عند الحاجة. ورغم أن "إف-14" كانت تملك قدرة هجومية أرضية محدودة (عبر نظام إدارة الحمولة الذي يتضمن خيارات جو-أرض، بالإضافة إلى برمجيات بدائية في نظام الرادار AWG-9)، فإن البحرية الأمريكية لم تكن ترغب في استخدامها لهذا الغرض في ذلك الوقت، نظرًا لافتقارها إلى وسائل دفاع إلكتروني مناسبة وأنظمة إنذار بالرادار لاستخدامها فوق اليابسة، فضلًا عن تكلفتها العالية. غير أن البحرية زوّدت طائرات "إف-14" في تسعينيات القرن العشرين بحاضنات الاستهداف "لانترن"، واستخدمتها في مهام هجومية دقيقة ضد أهداف أرضية..

### "الدور المتبدل" في الطائرات المقاتلة
تُوصف بعض الطائرات، مثل "ساب ياس 39 غريبن"، بأنها تؤدي "دورًا متبدلًا" للتأكيد على قدرتها على تغيير المهمة بسرعة، سواء خلال فترة قصيرة أو حتى ضمن المهمة نفسها. ووفقًا لمعجم المصطلحات العسكرية، فإن الدور المتبدل يعني: "القدرة على استخدام الطائرة متعددة المهام لأغراض متعددة ضمن المهمة ذاتها".
وتوضح شركة "بي إيه إي سيستمز" أن "الطائرة القادرة على تنفيذ مهام جو-جو وجو-أرض في نفس المهمة، والتبديل الفوري بينهما، توفّر مرونة حقيقية. وهذا يقلل التكاليف، ويزيد من الفعالية، ويعزز القدرة على العمل المشترك مع قوات جوية حليفة".
وتضيف الشركة أن "قدرة الدور المتبدل توفّر أيضًا فوائد كبيرة على صعيد تكلفة التشغيل بالنسبة للقادة الميدانيين".

## الخصائص
تم تصميم المقاتلة متعددة المهام حيث تدمج في قدراتها بين الطائرة المقاتلة (وهي التي تصوب قذائفها إلى طائرات آخرى في الجو) وطائرة الهجوم الأرضي (وهي التي تصوب قذائفها نحو الأهداف الأرضية) وبالتالي فهي قادرة على القيام بكلا المهمتين:
- القصف جو- جو
- القصف جو- أرض

تعتبر المقاتلة متعددة المهام أخف وزناً وأقل قدرة من مقاتلة التفوق الجوي، ولكن بشكل عام تتميز بسهولة وقلة تكلفة صيانتها بالمقارنة بمقاتلات التفوق الجوي.

## طائرات في الخدمة
| البلد                                         | المُصنِّع                                                | الطائرة               | عام الخدمة | اسم آخر                              | الصورة |
| --------------------------------------------- | ----------------------------------------------------- | --------------------- | ---------- | ------------------------------------ | ------ |
| كندا                                          | ماكدونل دوغلاس                                        |                       | 1983       | CF-18A, CF-18B                       |        |
| الصين                                         | مجموعة تشنغدو لصناعة الطائرات                         | تشنغدو جيه-10         | 2003       | J-10A, J-10S, J-10B                  |        |
| الصين                                         | شركة طائرات شنيانغ                                    | شنيانغ جيه -11        | 2008       | J-11B/S/H                            |        |
| الصين                                         | شركة طائرات شنيانغ                                    | شنيانغ جيه-15         | 2012       | J-15, J-15S                          |        |
| الصين                                         | شركة طائرات شنيانغ                                    | شنيانغ جيه-16         | 2013       | J-16, J-16D                          |        |
| الصين                                         | شركة شيآن لصناعة الطائرات                             | Xian JH-7             | 1992       | JH-7, JH-7A, JH-7B                   |        |
| فرنسا                                         | داسو للطيران                                          | ميراج 2000            | 1982       | N/D                                  |        |
| فرنسا                                         | داسو للطيران                                          | رافال                 | 2001       | B/C/M                                |        |
| الهند                                         | شركة هندوستان آيرونوتيكس                              | تيجاس هال             | 2001       | تيجاس هال                            |        |
| اليابان                                       | ميتسوبيشي                                             | ميتسوبيشي إف 2        | 2000       | ميتسوبيشي إف 2                       |        |
| كوريا الجنوبية                                | كوريا للصناعات الفضائية                               | تي-50 العقاب الذهبي   | 2011       | T-50, TA-50                          |        |
| الصين · باكستان                               | مجموعة تشنغدو لصناعة الطائرات/مجمع الطيران الباكستاني | جيه إف-17 ثاندر       | 2007       | Block I/II                           |        |
| الاتحاد السوفيتي · روسيا                      | ميكويان                                               | ميج-29                | 1983       | MiG-29/MiG-29OVT/SMT/M/K             |        |
| الاتحاد السوفيتي · روسيا                      | ميكويان                                               | ميج-35                | 2018       | MiG-35MiG-35D                        |        |
| الاتحاد السوفيتي · روسيا                      | سوخوي                                                 | سو-30                 | 1996       | Su-30/Su-30K/MK/M2                   |        |
| الاتحاد السوفيتي · روسيا                      | سوخوي                                                 | سو-30 ام كي كي        | 2000       | Su-30MKK/MKV/MK2/MK2V                |        |
| الاتحاد السوفيتي · روسيا                      | سوخوي                                                 | سو-35                 | 2008       | Su-35/Su-35S                         |        |
| السويد                                        | شركة ساب للطائرات                                     | ساب جاس-39 غربين      | 1997       | 39A/B, 39C/D, 39E/F                  |        |
| ألمانيا · إيطاليا · المملكة المتحدة           | Panavia                                               | تورنادو               | 1979       | تورنادوبانافيا تورنادو إيه دي في     |        |
| ألمانيا · إيطاليا · إسبانيا · المملكة المتحدة | يوروفايتر المحدودة                                    | يوروفايتر تايفون      | 2003       | Tranche 1,2 ‏                         |        |
| الولايات المتحدة                              | جنرال ديناميكس (لوكهيد مارتن)                         | إف-16 فايتينغ فالكون  | 1978       | A/B, C/D, Özgür, Sufa, N, QF ‏        |        |
| الولايات المتحدة                              | ماكدونل دوغلاس (بوينغ)                                | إف/إيه-18 هورنت       | 1983       | إف/إيه-18إي/إف سوبر هورنت، C/D       |        |
| الولايات المتحدة                              | ماكدونل دوغلاس (بوينغ)                                | إف-15 إي سترايك إيغل  | 1988       | ماكدونيل دوغلاس إف-15 إي سترايك إيغل |        |
| الولايات المتحدة                              | لوكهيد مارتن                                          | إف-35 لايتنيغ الثانية | 2015       | لوكهيد مارتن إف-35 لايتنيغ الثانية   |        |

## أمثلة
من المقاتلات متعددة المهام:
- تورنادو.
- يوروفايتر تايفون.
- ميراج 2000.
- إف-16.
- إف/إيه-18 هورنت18.
- ميغ-29.
- سو-30.